# Maria Doroteia de Württemberg
Maria Doroteia Luísa Guilhermina Carolina de Württemberg (em alemão:  Maria Dorothea Luise Wilhelmine Karoline von Württemberg; 1 de novembro de 1797 - 30 de março de 1855) era a filha mais velha do segundo casamento de Luís, Duque de Württemberg com a princesa Henriqueta de Nassau-Weilburg.

## Família
Maria Doroteia era a mais velha dos cinco filhos nascidos de Luís, Duque de Württemberg e da sua segunda esposa, a princesa Henriqueta de Nassau-Weilburg. Nasceu em Carlsruhe (actualmente Pokój), na Silésia, uma cidade que actualmente pertence à Polónia.
O seu irmão Alexandre era avô da princesa Maria de Teck, a futura consorte do rei Jorge V do Reino Unido.

## Casamento
Maria foi a terceira esposa do arquiduque José, Palatino da Hungria, com quem se casou a 24 de agosto de 1819. O casal teve cinco filhos.

## Descendência
1. Francisca da Áustria-Toscana (31 de julho de 1820 - 23 de agosto de 1820), morreu com poucos dias de idade.
2. Alexandre da Áustria-Toscana (6 de junho de 1825 - 12 de novembro de 1837), morreu aos doze anos de idade.
3. Isabel Francisca de Áustria-Toscana (17 de janeiro de 1831 - 14 de fevereiro de 1903), casada primeiro com o arquiduque Fernando Carlos de Áustria-Este; com descendência. Casada depois com o arquiduque Carlos Fernando de Áustria-Teschen; com descendência incluindo a rainha Maria Cristina da Áustria.
4. José Carlos da Áustria-Toscana (2 de março de 1833 - 13 de junho de 1905), casado com a duquesa Clotilde de Saxe-Coburgo-Gota; com descendência.
5. Maria Henriqueta da Áustria-Toscana (23 de agosto de 1836 – 19 de setembro de 1902), casada com o rei Leopoldo II da Bélgica; com descendência.

## Genealogia
| Maria Doroteia de Württemberg | Pai: Luís, Duque de Württemberg    | Avô paterno: Frederico II Eugénio, Duque de Württemberg    | Bisavô paterno: Carlos Alexandre de Württemberg             |
| Maria Doroteia de Württemberg | Pai: Luís, Duque de Württemberg    | Avô paterno: Frederico II Eugénio, Duque de Württemberg    | Bisavó paterna: Maria Augusta de Thurn e Taxis              |
| Maria Doroteia de Württemberg | Pai: Luís, Duque de Württemberg    | Avó paterna: Frederica de Brandemburgo-Schwedt             | Bisavô paterno: Frederico Guilherme de Brandemburgo-Schwedt |
| Maria Doroteia de Württemberg | Pai: Luís, Duque de Württemberg    | Avó paterna: Frederica de Brandemburgo-Schwedt             | Bisavó paterna: Sofia Doroteia da Prússia                   |
| Maria Doroteia de Württemberg | Mãe: Henriqueta de Nassau-Weilburg | Avô materno: Carlos Cristiano, Príncipe de Nassau-Weilburg | Bisavô materno: Carlos Augusto de Nassau-Weilburg           |
| Maria Doroteia de Württemberg | Mãe: Henriqueta de Nassau-Weilburg | Avô materno: Carlos Cristiano, Príncipe de Nassau-Weilburg | Bisavó materna: Augusta Frederica de Nassau-Idstein         |
| Maria Doroteia de Württemberg | Mãe: Henriqueta de Nassau-Weilburg | Avó materna: Carolina de Orange-Nassau                     | Bisavô materno: Guilherme IV, Príncipe de Orange            |
| Maria Doroteia de Württemberg | Mãe: Henriqueta de Nassau-Weilburg | Avó materna: Carolina de Orange-Nassau                     | Bisavó materna: Ana, Princesa Real e Princesa de Orange     |